# Sint-Joris en de draak (Harlingen)
Sint-Joris en de draak is een monument in Harlingen ter herinnering aan de slachtoffers van de Tweede Wereldoorlog.

## Beschrijving
In 1946 werd in Harlingen een tijdelijk oorlogsmonument geplaatst. In 1950 werd het vervangen door een beeld van Willem Valk. Valk maakte een bronzen Sint-Joris, die staande op een draak met een speer het dier te lijf gaat. Het beeld staat op een witte, natuurstenen sokkel met de tekst 

aan 
onze doden
1940
1945

Het beeld werd geplaatst in het Harmenspark aan de Zuidoostersingel. Op 17 april 1950, precies vijf jaar nadat de Canadezen Harlingen bevrijdden, werd het monument onthuld door een dochter van de in de oorlog omgekomen kruidenier en verzetsstrijder Johannes Drost (1910-1945).